# Championnat d'Europe masculin de rink hockey 1938
Navigation
Championnat d'Europe masculin 1937 Championnat d'Europe masculin 1939
Le Championnat d'Europe de rink hockey masculin 1938 est la 11e édition de la compétition organisée par le Comité européen de rink hockey et réunissant les meilleures nations européennes. Cette édition a lieu à Anvers, en Belgique.
L'équipe d'Angleterre remporte pour la onzième fois consécutive le titre européen de rink hockey.

## Participants
Sept équipes prennent part à cette compétition.
- Allemagne
- Angleterre
- Belgique
- France
- Italie
- Portugal
- Suisse

## Résultats
| Rang | Équipe     | Pts | J | G | N | P | Bp | Bc | Diff |  | Résultats  |  |     |     |     |     |     |     |
| ---- | ---------- | --- | - | - | - | - | -- | -- | ---- |  | ---------- |  | --- | --- | --- | --- | --- | --- |
| 1    | Angleterre | 11  | 6 | 5 | 1 | 0 | 24 | 7  | +17  |  | Angleterre |  | 3-3 | 4-2 | 3-0 | 6-0 | 6-1 | 2-1 |
| 2    | Italie     | 9   | 6 | 3 | 3 | 0 | 12 | 7  | +5   |  | Italie     |  |     | 1-0 | 3-1 | 2-2 | 0-0 | 3-1 |
| 3    | Belgique   | 7   | 6 | 3 | 1 | 2 | 16 | 12 | +4   |  | Belgique   |  |     |     | 3-2 | 3-3 | 4-2 | 4-0 |
| 4    | Portugal   | 6   | 6 | 3 | 0 | 3 | 13 | 11 | +2   |  | Portugal   |  |     |     |     | 3-1 | 2-1 | 5-0 |
| 5    | Allemagne  | 4   | 6 | 1 | 2 | 3 | 12 | 18 | -6   |  | Allemagne  |  |     |     |     |     | 2-3 | 4-1 |
| 6    | Suisse     | 3   | 6 | 1 | 1 | 4 | 10 | 20 | -10  |  | Suisse     |  |     |     |     |     |     | 3-6 |
| 7    | France     | 2   | 6 | 1 | 0 | 5 | 9  | 21 | -12  |  | France     |  |     |     |     |     |     |     |